# Qui non è il paradiso
Qui non è il paradiso è un film del 2000 diretto da Gianluca Maria Tavarelli.
La pellicola è basata sulla rapina alle Poste di Torino realmente avvenuta nel 1996. Allo stesso fatto si ispira il film del 2019 Gli uomini d'oro.

## Trama
Torino. Renato Sapienza fa l'autista alle Poste, incaricato di trasportare e consegnare i valori. Separato, è appassionato di poesia e da tempo sogna di dare una svolta alla propria vita: comincia quindi a pensare di fuggire con le ingenti somme di danaro che trasporta nel furgone di servizio. Per fare ciò cerca e riesce a convincere il suo amico e collega Walter, poco per volta, all'inizio più riluttante. I due però non possono fare tutto da soli: vengono allora coinvolti anche Enzo Pace, proprietario di un locale, e Michele Manzo, anche lui impiegato alle Poste. Dopo un primo tentativo andato male, la seconda volta il colpo riesce. I quattro si riuniscono per dividersi il bottino di otto miliardi. Sul caso indaga il commissario Lucidi, incaricato delle indagini, il quale riesce a portare a galla la verità.

## Distribuzione
Il film è uscito nelle sale italiane il 22 settembre 2000.

## Accoglienza

### Critica
- Il Dizionario Morandini assegna al film tre stelle su cinque e lo definisce troppo italiano per essere apprezzato.[3][4]
- Il Dizionario Farinotti gli assegna due stelle su cinque.[5]